# UCI World Calendar 2010
Der UCI World Calendar sowie das zugehörige World Ranking lösten in den Saisons 2009 und 2010 die UCI ProTour ab. Diese existierte zwar formal weiterhin, es wurden allerdings keine Punkte vergeben oder Ranglisten veröffentlicht. Der World Calendar 2010 umfasste neben den 16 ProTour-Rennen noch 10 weitere wie z. B. die Tour de France, den Giro d’Italia oder die Vuelta a España. Diese Rennen wurden durch eine eigene Kategorie (HIS – Historische Rennen) gekennzeichnet. Teilnehmer waren die ProTeams. Außerdem konnten 17 Professional Continental Teams, denen von der UCI der Wild Card-Status gewährt worden war, von dem jeweiligen Veranstalter eines Rennens eingeladen werden.

## Teams
In einer Bekanntgabe vom 26. November 2009 erteilte die UCI 17 Teams die Lizenz als ProTeam 2010. Das Team Astana wurde nur unter der Voraussetzung aufgenommen, dass es eine Bankgarantie erbringt, damit nicht wie in der Vorsaison Engpässe bei der Bezahlung der Gehälter auftreten. Keine Starterlaubnis erhielt dagegen vorerst das italienische Team Lampre.
Am 25. Januar 2010 wurde Lampre eine vorläufige Lizenz bis zum 31. März 2010 erteilt.
ProTeams:
| Spanien Caisse d’Epargne Euskaltel-Euskadi Footon-Servetto | USA Garmin-Transitions Team HTC-Columbia Team RadioShack | Belgien Omega Pharma-Lotto Quick Step | Frankreich ag2r La Mondiale Française des Jeux | Italien Lampre-Farnese Vini Liquigas-Doimo | Dänemark Team Saxo Bank |
| Deutschland Team Milram                                    | Großbritannien Team Sky                                  | Kasachstan Astana                     | Niederlande Rabobank                           | Russland Team Katjuscha                    |                         |

Professional Continental Teams, die Punkte für das World Ranking erzielt haben:
| Frankreich Bbox Bouygues Télécom Équipe Cofidis Saur-Sojasun | Belgien Landbouwkrediet Topsport Vlaanderen-Mercator | Niederlande Skil-Shimano Vacansoleil | Spanien Andalucía-Cajasur Xacobeo Galicia | Irland Colnago-CSF Inox |
| Italien Acqua & Sapone                                       | Schweiz Cervélo TestTeam                             | USA BMC Racing Team                  | Venezuela Androni Giocattoli              |                         |

## Rennen
Rennen der HIS-Kategorie sind kursiv dargestellt.
| Datum                    | Rennen                          | Sieger              | Ergebnis | Führender Einzelwertung | Führender Teamwertung | Führender Nationenwertung |
| ------------------------ | ------------------------------- | ------------------- | -------- | ----------------------- | --------------------- | ------------------------- |
| 19.–24. Januar           | Tour Down Under                 | André Greipel       | Details  | André Greipel           | Team HTC-Columbia     | Australien                |
| 7.–14. März              | Paris–Nizza                     | Alberto Contador    | Details  | Luis León Sánchez       | Caisse d’Epargne      | Spanien                   |
| 10.–16. März             | Tirreno–Adriatico               | Stefano Garzelli    | Details  | Luis León Sánchez       | Astana                | Spanien                   |
| 20. März                 | Mailand–Sanremo                 | Óscar Freire        |          | Luis León Sánchez       | Astana                | Spanien                   |
| 22.–28. März             | Katalonien-Rundfahrt            | Joaquim Rodríguez   | Details  | Luis León Sánchez       | Team Katjuscha        | Spanien                   |
| 28. März                 | Gent–Wevelgem                   | Bernhard Eisel      |          | Luis León Sánchez       | Team Katjuscha        | Spanien                   |
| 4. April                 | Flandern-Rundfahrt              | Fabian Cancellara   |          | Luis León Sánchez       | Team Katjuscha        | Spanien                   |
| 5.–10. April             | Baskenland-Rundfahrt            | Christopher Horner  | Details  | Luis León Sánchez       | Team Katjuscha        | Spanien                   |
| 11. April                | Paris–Roubaix                   | Fabian Cancellara   |          | Luis León Sánchez       | Team Katjuscha        | Spanien                   |
| 18. April                | Amstel Gold Race                | Philippe Gilbert    |          | Luis León Sánchez       | Team Katjuscha        | Spanien                   |
| 21. April                | La Flèche Wallonne              | Cadel Evans         |          | Joaquim Rodríguez       | Team Katjuscha        | Spanien                   |
| 25. April                | Lüttich–Bastogne–Lüttich        | Alexander Winokurow |          | Philippe Gilbert        | Team Katjuscha        | Spanien                   |
| 27. April–2. Mai         | Tour de Romandie                | Alejandro Valverde  | Details  | Philippe Gilbert        | Team Katjuscha        | Spanien                   |
| 8.–30. Mai               | Giro d’Italia                   | Ivan Basso          | Details  | Cadel Evans             | Team Katjuscha        | Spanien                   |
| 6.–13. Juni              | Dauphiné                        | Janez Brajkovič     | Details  | Cadel Evans             | Astana                | Spanien                   |
| 12.–20. Juni             | Tour de Suisse                  | Fränk Schleck       | Details  | Cadel Evans             | Astana                | Spanien                   |
| 3.–25. Juli              | Tour de France                  | Alberto Contador    | Details  | Alberto Contador        | Astana                | Spanien                   |
| 31. Juli                 | Clásica San Sebastián           | Luis León Sánchez   |          | Alberto Contador        | Astana                | Spanien                   |
| 1.–7. August             | Polen-Rundfahrt                 | Daniel Martin       | Details  | Alberto Contador        | Astana                | Spanien                   |
| 15. August               | Vattenfall Cyclassics           | Tyler Farrar        |          | Alberto Contador        | Astana                | Spanien                   |
| 22. August               | Grand Prix Ouest France-Plouay  | Matthew Goss        |          | Alberto Contador        | Astana                | Spanien                   |
| 17.–24. August           | / Eneco Tour                    | Tony Martin         | Details  | Alberto Contador        | Astana                | Spanien                   |
| 10. September            | Grand Prix Cycliste de Québec   | Thomas Voeckler     |          | Alberto Contador        | Astana                | Spanien                   |
| 12. September            | Grand Prix Cycliste de Montréal | Robert Gesink       |          | Alberto Contador        | Astana                | Spanien                   |
| 28. August–19. September | Vuelta a España                 | Vincenzo Nibali     | Details  | Joaquim Rodríguez       | Astana                | Spanien                   |
| 16. Oktober              | Giro di Lombardia               | Philippe Gilbert    |          | Joaquim Rodríguez       | Team Saxo Bank        | Spanien                   |

Am 1. Juni 2010 gab die UCI bekannt, das nach der Suspendierung von Alejandro Valverde alle seine Rennergebnisse rückwirkend ab 1. Januar 2010 aus der Wertung genommen und die Punkte entsprechend neu berechnet werden. Dadurch wurde Philippe Gilbert nachträglich zum Gesamtführenden nach der Tour de Romandie erklärt und Cadel Evans übernahm die Gesamtführung nach dem Giro d’Italia von Valverde. Auch in der Teamwertung ergaben sich dadurch nachträglich einige Veränderungen.

## Wertungen
Die Endstände der Einzel-, Team- und Nationenwertung des UCI World Rankings:

### Einzelwertung
| Platz | Name              | Team               | Punkte |
| ----- | ----------------- | ------------------ | ------ |
| 001.  | Joaquim Rodríguez | Team Katjuscha     | 551    |
| 002.  | Alberto Contador  | Team Astana        | 482    |
| 003.  | Philippe Gilbert  | Omega Pharma-Lotto | 437    |
| 004.  | Luis León Sánchez | Caisse d’Epargne   | 403    |
| 005.  | Cadel Evans       | BMC Racing Team    | 390    |
| 006.  | Vincenzo Nibali   | Liquigas           | 390    |
| 007.  | Robert Gesink     | Rabobank           | 369    |
| 008.  | Ryder Hesjedal    | Garmin-Transitions | 307    |
| 009.  | Tyler Farrar      | Garmin-Transitions | 306    |
| 010.  | Samuel Sánchez    | Euskaltel-Euskadi  | 301    |
| 014.  | Fabian Cancellara | Team Saxo Bank     | 254    |
| 020.  | André Greipel     | Team HTC-Columbia  | 211    |
| 061.  | Bernhard Eisel    | Team HTC-Columbia  | 83     |

278 Fahrer haben mindestens einen Punkt erzielt.

### Teamwertung
Die Teamwertung wird ermittelt, indem die Punkte der 5 besten Fahrer jedes Teams addiert werden.
| Platz | Team               | Punkte | Top 5 Fahrer                                                                        |
| ----- | ------------------ | ------ | ----------------------------------------------------------------------------------- |
| 01.   | Team Saxo Bank     | 1005   | A. Schleck (258), Cancellara (254), F. Schleck (230), Porte (133), Fuglsang (130)   |
| 02.   | Liquigas-Doimo     | 996    | Nibali (390), Basso (206), Kreuziger (196), Sagan (111), Bennati (93)               |
| 03.   | Team Astana        | 986    | Contador (482), Winokurow (283), Iglinski (117), Gasparotto (56), Davis (48)        |
| 04.   | Rabobank           | 906    | Gesink (369), Menschow (221), Freire (125), Mollema (104), Moerenhout (87)          |
| 05.   | Team Katjuscha     | 900    | Rodríguez (551), McEwen (105), Karpez (102), Kolobnew (82), Pozzato (60)            |
| 06.   | Team HTC-Columbia  | 855    | Greipel (211), Cavendish (198), T. Martin (179), Pinotti (140), Velits (127)        |
| 07.   | Garmin-Transitions | 839    | Hesjedal (307), Farrar (306), D. Martin (106), Danielson (64), Tuft (56)            |
| 08.   | Omega Pharma-Lotto | 774    | Gilbert (437), Van Den Broeck (169), Péraud (80), Roelandts (58), Scheirlinckx (30) |
| 09.   | Caisse d’Epargne   | 701    | L. Sánchez (403), Arroyo (132), Lastras (74), Rojas (46), Plaza (46)                |
| 10.   | BMC Racing Team    | 661    | Evans (390), Ballan (86), Hincapie (80), Morabito (61), Santambrogio (44)           |
| 12.   | Cervélo TestTeam   | 616    | Hushovd (173), Tondo (171), Sastre (162), Hammond (90), M. Wyss (20)                |
| 26.   | Team Milram        | 118    | Roberts (56), Wegmann (20), Gerdemann (16), Förster (13), Ciolek (13)               |

32 Teams haben mindestens einen Punkt erzielt.

### Nationenwertung
Die Nationenwertung wird ermittelt, indem die Punkte der 5 besten Fahrer jedes Landes addiert werden.
| Platz | Nation             | Punkte | Top 5 Fahrer                                                                       |
| ----- | ------------------ | ------ | ---------------------------------------------------------------------------------- |
| 01.   | Spanien            | 1908   | Rodríguez (551), Contador (482), L. Sánchez (403), S. Sánchez (301), Tondo (171)   |
| 02.   | Italien            | 1201   | Nibali (390), Scarponi (283), Basso (206), Petacchi (182), Pinotti (140)           |
| 03.   | Belgien            | 982    | Gilbert (437), Boonen (216), Van Den Broeck (169), Leukemans (100), Vanmarcke (60) |
| 04.   | Australien         | 850    | Evans (390), Porte (133), Rogers (113), Goss (109), McEwen (105)                   |
| 05.   | Vereinigte Staaten | 763    | Farrar (306), Horner (216), Armstrong (85), Hincapie (80), van Garderen (76)       |
| 06.   | Niederlande        | 643    | Gesink (369), Mollema (104), Moerenhout (87), Boom (48), Tjallingii (35)           |
| 07.   | Deutschland        | 547    | Greipel (211), Martin (179), Klöden (66), Voigt (62), Hondo (29)                   |
| 08.   | Luxemburg          | 488    | A. Schleck (258), F. Schleck (230)                                                 |
| 09.   | Norwegen           | 441    | Boasson Hagen (228), Hushovd (173), Kristoff (40)                                  |
| 10.   | Russland           | 423    | Menschow (213), Kolobnew (82), Karpez (80), Worganow (30), Petrow (18)             |
| 11.   | Schweiz            | 422    | Cancellara (254), Albasini (67), Morabito (61), M. Wyss (20), Tschopp (20)         |
| 24.   | Österreich         | 83     | Eisel (83)                                                                         |

Fahrer aus 34 Nationen haben mindestens einen Punkt erzielt.

## Punkteverteilung
- Kategorie 1: Tour de France
- Kategorie 2: Giro d’Italia, Vuelta a España
- Kategorie 3: Monumente des Radsports, Restliche Rundfahrten
- Kategorie 4: Restliche Eintagesrennen

| Platzierung | Kat. 1 | Kat. 2 | Kat. 3 | Kat. 4 |
| ----------- | ------ | ------ | ------ | ------ |
| 1.          | 200    | 170    | 100    | 80     |
| 2.          | 150    | 130    | 80     | 60     |
| 3.          | 120    | 100    | 70     | 50     |
| 4.          | 110    | 90     | 60     | 40     |
| 5.          | 100    | 80     | 50     | 30     |
| 6.          | 90     | 70     | 40     | 22     |
| 7.          | 80     | 60     | 30     | 14     |
| 8.          | 70     | 52     | 20     | 10     |
| 9.          | 60     | 44     | 10     | 6      |
| 10.         | 50     | 38     | 4      | 2      |
| 11.         | 40     | 32     |        |        |
| 12.         | 30     | 26     |        |        |
| 13.         | 24     | 22     |        |        |
| 14.         | 20     | 18     |        |        |
| 15.         | 16     | 14     |        |        |
| 16.         | 12     | 10     |        |        |
| 17.         | 10     | 8      |        |        |
| 18.         | 8      | 6      |        |        |
| 19.         | 6      | 4      |        |        |
| 20.         | 4      | 2      |        |        |

| Platzierung | Kat. 1 | Kat. 2 | Kat. 3 |
| ----------- | ------ | ------ | ------ |
| 1.          | 20     | 16     | 6      |
| 2.          | 10     | 8      | 4      |
| 3.          | 6      | 4      | 2      |
| 4.          | 4      | 2      | 1      |
| 5.          | 2      | 1      | 1      |